# Wine in My Hand (Third from the Sun)
Wine in My Hand (Third from the Sun) è il terzo EP del gruppo heavy metal svizzero Celtic Frost, pubblicato nel novembre 1990 da Noise Records.
Contiene l'omonima Wine in My Hand (Third from the Sun), la reinterpretazione di Heroes di David Bowie e A Descent to Babylon (Babylon Asleep), tutte già incluse nel precedente Vanity/Nemesis. È stato pubblicato sia in versione 12" sia in versione CD.

## Tracce
1. Wine in My Hand (Third from the Sun) - 3:28
2. Heroes (David Bowie cover) - 3:45
3. A Descent to Babylon (Babylon Asleep) - 4:24

## Formazione
- Tom Gabriel Fischer - voce, chitarra
- Ron Marks - chitarra
- Curt Victor Bryant - basso
- Stephen Preistly - batteria, voce d'accompagnamento